# Jan Schwiderek
Jan Schwiderek (* 14. Juni 1971 in Berlin) ist ein deutscher Reporter und Journalist.

## Leben und Karriere
Schwiderek wurde in Berlin geboren, wo er auch die Schule besuchte. Nach seinem Schulabschluss begann er, als Journalist zu arbeiten. Seine ersten Schritte in die breite Öffentlichkeit wagte er mit der Reportage Mama, sind wir arm? Berliner Kinder in Not. Diese Dokumentation sollte zeigen, wie Kinder von Arbeiterfamilien in Berlin aufwachsen.
Von 2009 bis Frühjahr 2016 war er bei dem Magazin Galileo auf ProSieben tätig. Anfänglich begann er mit einer eigenen Rubrik „Checker-Wissen“. Hier zeigte er dem Publikum, wie man mit coolen Tricks gewöhnliche Tätigkeiten wesentlich ansehnlicher und schneller machen kann, zum Beispiel Treppen steigen oder Schnürsenkel binden. Ab 2010 war er auch in anderen Rubriken zu sehen. 2010 nahm er am Experiment Galileo Schlaflos teil, wo getestet wurde, wie lange er ohne Schlaf auskommt. Im Herbst 2011 machte er beim Versuch Galileo Zeitreise mit, Leben im Mittelalter ohne moderne Hilfsmittel, wo er ins Finale einzog.
Im Rahmen einer Galileo-Reportage bekam er gemeinsam mit dem Kreuzfahrtschiff „AIDAbella“ 2010 einen Eintrag in das Guinness-Buch der Rekorde. Während seiner Arbeit als Galileo-Reporter fungierte Schwiderek auch als Stuntman oder Versuchsobjekt.
Schwiderek wohnt in seiner Heimatstadt Berlin.

## Fernsehtätigkeit
- 2005: Reportage Mama, sind wir arm? Berliner Kinder in Not mit Viviane Schmidt-Gaster
- 2009–2016: Reporter bei Galileo für die Rubrik „Checker-Wissen“
- 2010–2016: Extrem-Reporter bei Galileo für die Rubriken „Extrem“; „Fake Check“; „Wissen Weltweit“